# 晉林工業
成都晉林工業製造有限責任公司，簡稱成都晉林工業製造、成都晉林工業及晉林工業，中國兵器裝備集團旗下公司。

## 历史
前身为1965年由山西省太原市迁至原重庆市万盛区丛林镇的晉林機械廠，2003年再次整体搬迁，现总部位于中国四川成都市彭州市。主要从事生產长冲程智能抽油机、钻铤、钻杆、井下工具等石油机械产品、摩托车系列减震器。
現任董事長明遠國。